# 伸縮継手

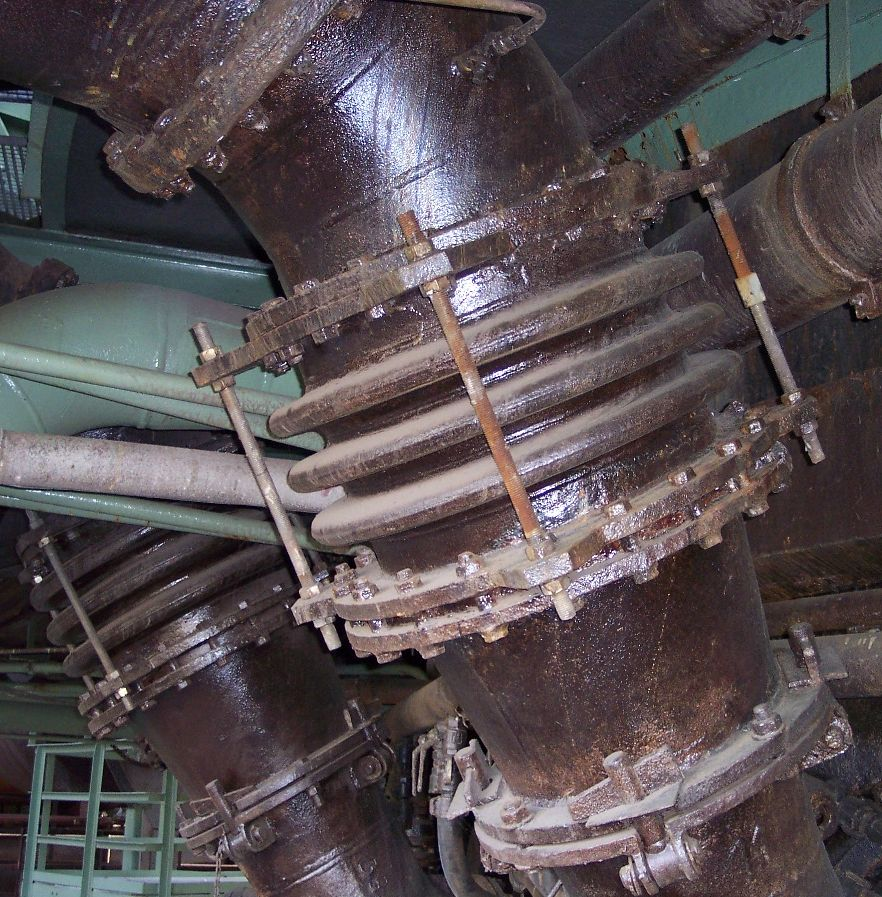
配管の伸縮継手の例。この例では固定して機能を殺してある

伸縮継手（しんしゅくつぎて）とは、構造体間の相互変位による影響を吸収するための部材をいう（別名：伸縮装置）。橋梁において、上部構造（主桁・主構）と地上構造（橋台や道路等）の間に設置する部材のことである。ジョイント（joint）もしくはエキスパンション（expansion）とも呼ばれる。また配管において熱膨張、熱収縮などの変位を吸収するために設けられる。

## 概要

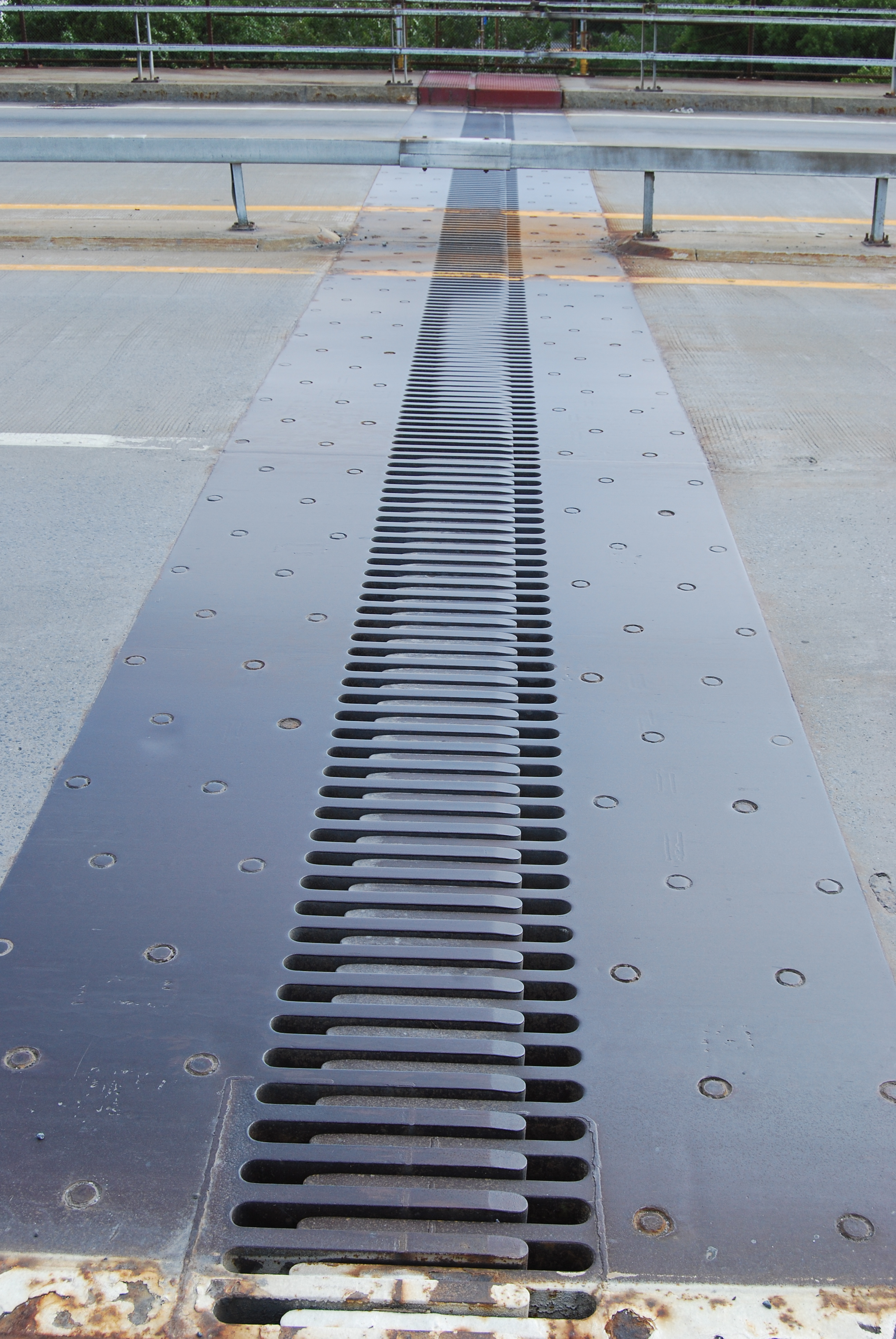
橋梁の伸縮継手

橋梁では、温度変化の影響による主桁や主構（以下「上部構造」）の伸縮を吸収するためや、耐震性向上のために、上部構造と橋台や道路等を直接剛結せず、伸縮を吸収する部材を介して接合するのが一般的である。
主に鋼製のフィンガージョイント、鋼材とゴム等の止水材を組み合わせた簡易鋼製型、また路面に露出しない埋設型等がある。